# The Sirens and Ulysses

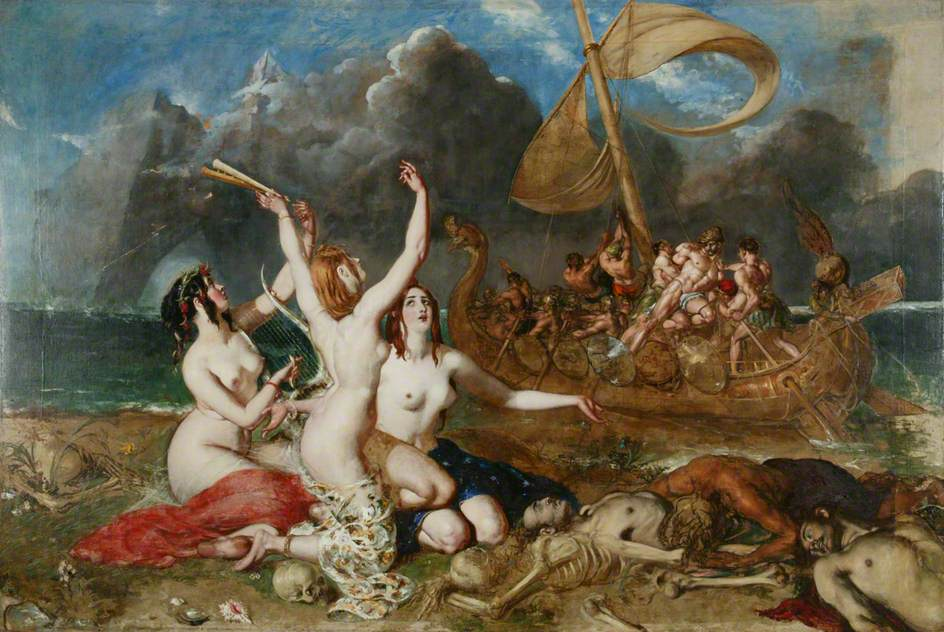
The Sirens and Ulysses (1837), dài 442,5 cm, rộng 297 cm.

The Sirens and Ulysses ("Các siren và Ulysses") là một bức tranh sơn dầu lớn bằng vải của hoạ sĩ người Anh William Etty được trưng bày lần đầu năm 1837. Bức tranh này mô tả một cảnh trong trường thi Odyssey của Homer: Ulysses (Odysseus) tự cưỡng lại giọng hát mê hoặc của các siren bằng cách ra lệnh các thuỷ thủ đoàn bịt tai để không nghe được tiếng hát, rồi trói chặt ông lại.
Dù thông thường, các siren được diễn hoạ trong dạng thú nhân chimera, nhưng tác giả Etty lại lựa chọn hình tượng những người phụ nữ trẻ khoả thân quỳ trên hòn đảo đầy xác chết thối rữa cho tác phẩm của mình. The Sirens and Ulysses đã vấp phải những phản ứng trái chiều ngay tại thời điểm được triển lãm lần đầu tiên: một số nhà phê bình đánh giá tác phẩm rất cao, nhưng một số cây viết khác thì lại cho rằng tranh có nội dung khiếm nhã và gây khó chịu. Chính vì tác phẩm có kích thước lớn bất thường (dài đến 442,5 cm (14 ft 6,2 in) và rộng lên đến 297 cm (9 ft 9 in)) nên Etty không thể bán được bức tranh. Mãi cho đến một năm sau, một thương gia thành Manchester tên là Daniel Grant đã mua lại The Sirens and Ulysses với giá rẻ. Chưa được ít lâu, Grant đã qua đời và tác phẩm được em trai ông hiến tặng cho Hiệp hội Hoàng gia Manchester
Do hoạ sĩ Etty đã sử dụng một kỹ thuật thử nghiệm để vẽ The Sirens and Ulysses nên chất lượng tranh bắt đầu suy giảm ngay sau khi hoàn thiện. Bức tranh được đem trưng bày hai lần: trong một buổi triển lãm lớn dành cho các tác phẩm của Etty ở London năm 1849, và trong cuộc Triển lãm Nghệ thuật Trân bảo vào năm 1857 ở Manchester. Sau đó, người ta cho rằng chất lượng tranh The Sirens and Ulysses không đủ để trưng bày ở công cộng nên bức tranh đã được đem cất vào kho lưu của triển lãm tranh. Tác phẩm bắt đầu được phục chế vào 2003 và trưng bày trở lại vào 2010 tại Bảo tàng Triển lãm Nghệ thuật Manchester sau hơn 150 năm lưu giữ.

## Bối cảnh

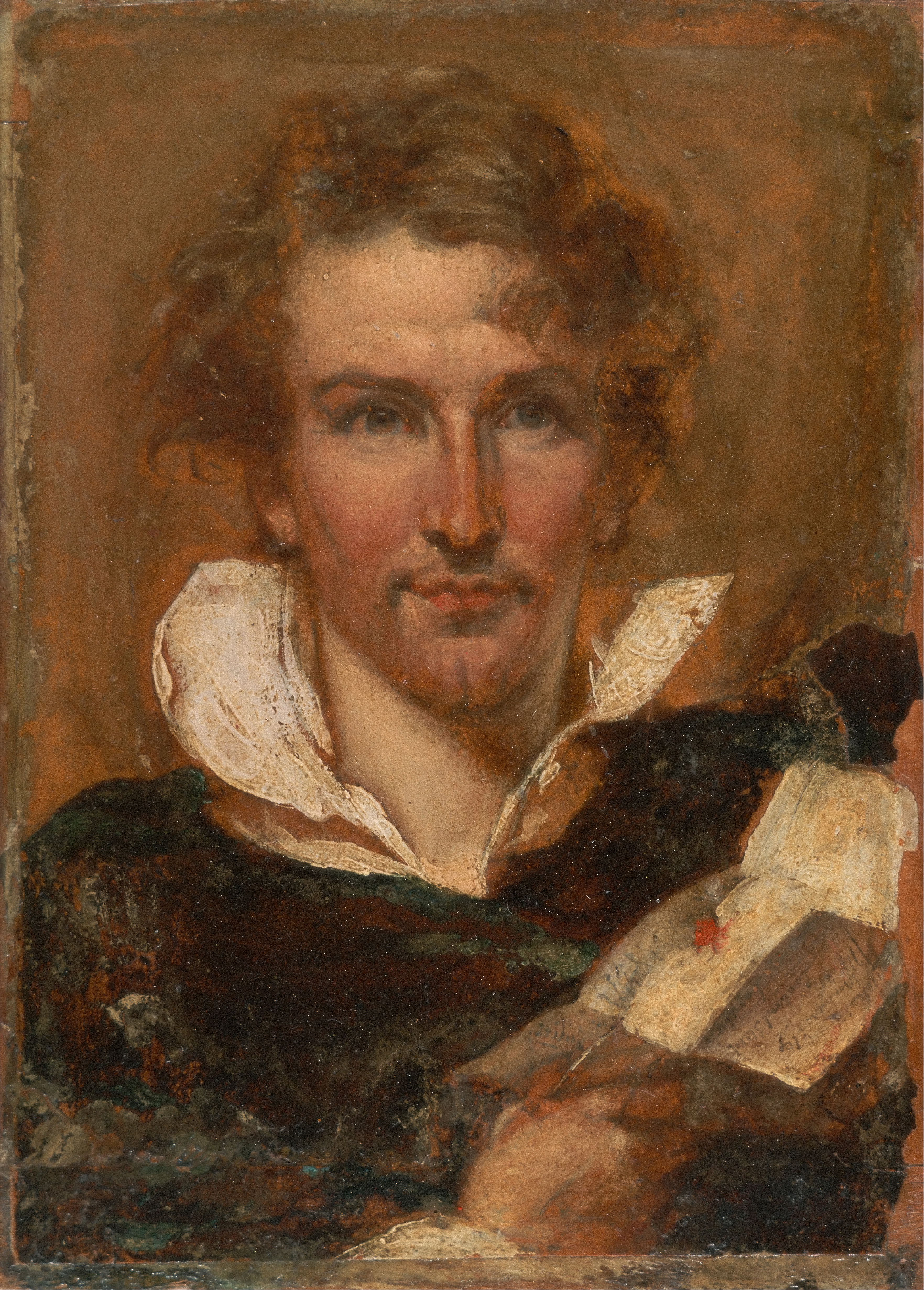
William Etty (chân dung tự hoạ, 1823)

Hoạ sĩ William Etty (1787–1849) sinh ra và lớn lên ở York. Khi còn vị thành niên, ông học nghề thợ in ở Hull, nhưng chuyển đến London để trở thành hoạ sĩ ngay khi học việc xong năm 18 tuổi. Những bức hoạ nhân vật khoả thân trong kinh thánh, văn học và thần thoại của ông, chịu nhiều ảnh hưởng từ các tác phẩm của Tiziano Vecelli và Peter Paul Rubens, đã giúp ông nổi tiếng. Nhiều đồng nghiệp đánh giá ông rất cao, và bầu ông làm Viện sĩ Học viện Nghệ thuật Hoàng gia vào năm 1828, còn số khác thì lên án ông, cho rằng những tác phẩm của ông quá khiếm nhã.
Trong buổi đầu sự nghiệp của mình, Etty được một luật sư giàu có tên là Thomas Myers, một người có hiểu biết sâu rộng về thần học cổ điển do đã từng theo học trường Eton College, coi trọng. Từ sau 1832, Myers thường xuyên viết thư cho Etty, nói về những chủ đề tiềm năng. Myers tin rằng có khá nhiều người muốn mua những bức tranh khổ rất lớn, và khuyến khích Etty vẽ nên các tác phẩm như vậy. Năm 1834, ông đề xuất một cảnh trong trường ca Odyssey: Ulysses (Odysseus) đối mặt với các siren khi con tàu của chàng băng qua hòn đảo của chúng. Các siren có một giọng hát cuốn hút và mê hoặc, có thể dụ dỗ các thuỷ thủ tìm đến cái chết. Ulysses muốn nghe giọng hát đó, nên đã ra lệnh cho thuộc hạ tự bịt tai để tránh nguy hiểm, rồi trói chặt mình vào cột buồm, và không được mở trói cho đến khi đã đi xa khỏi đảo.
Chủ đề này rất phù hợp với phong cách của Etty, như chính tay ông viết khi đó: "Tôi muốn mọi bức tranh lớn của tôi đều phải diễn hoạ được những phẩm hạnh lên tâm can [...] tầm quan trọng của việc cưỡng lại những KHOÁI CẢM XÁC THỊT." Có lẽ ông đã thể hiện khung cảnh dựa trên bản dịch của Alexander Pope:
| Their song is death, and makes destruction please Unblest the man whom music wins to stay Nigh the curs'd shore, and listen to the lay [...] In verdant meads they sport, and wide around Lie human bones that whiten all the ground. The ground polluted floats with human gore And human carnage taints the dreadful shore. | Bài hát của chúng là cái chết, khiến sự huỷ diệt trở nên êm dịu Bất hạnh thay người đàn ông bị âm nhạc đánh bại Cận kề bờ biển bị nguyền rủa, lắng nghe khoái cảm nhục dục [...] Họ phủ lên mình bãi cỏ tươi xanh, và khắp xung quanh Xương người rải rác, trắng cả nền đất Nền đất dơ bẩn đầy máu thịt Và cuộc thảm sát ám lên bờ biển đáng sợ đó. | Ca khúc tử thần gợi ấm êm Dòng nhạc đoạt mạng người bất hạnh Cạnh kề mé biển, nghe lời hát [...] Trên đồng xanh rộng họ đùa vui Rải rác xương người phủ trắng tinh Đất nền nhơ nhớp đầy máu lẫn Lưu vết sát nhân bãi hãi hùng |

## Bố cục tranh và đón nhận
The Sirens and Ulysses miêu tả cảnh ba siren đang quỳ và hát trên một hòn đảo, xung quanh họ là xác các thuỷ thủ đang thối rữa; Ulysses ở phía xa, bị trói chặt vào cột buồm; trên trời, mây đen đang kéo đến.

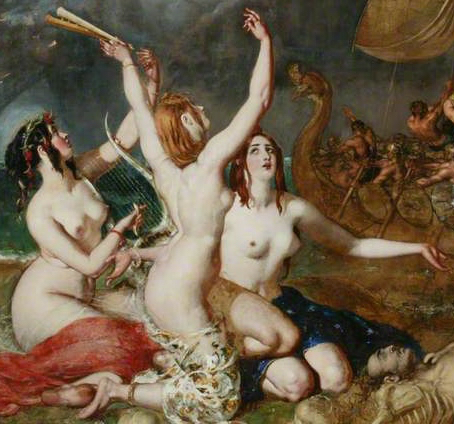
Các sirens trông rất giống nhau, nên có lẽ hoạ sĩ đã vẽ những nhân vật này dựa trên cùng một người mẫu, với ba tư thế.

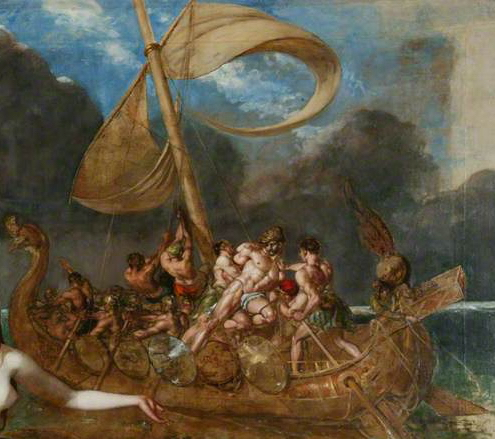
Chàng Ulysses bị trói được vẽ lớn hơn so với thuộc hạ.

Ulysses to lớn hơn các thuỷ thủ thuộc hạ, còn ba siren thì đưa tay lên. Nhóm siren có ngoại hình tương đồng với nhau; người viết tiểu sử của tác giả William Etty, Leonard Robinson, nói vị hoạ sĩ đã vẽ cùng một người mẫu, nhưng với ba tư thế khác nhau. Theo Robinson, Etty chọn những tư thế kinh điển là vì chịu ảnh hưởng từ các lớp học vẽ người thật của Học viện mà ông tham gia trong một thời gian rất dài: những người mẫu trong lớp luôn luôn tạo dáng như vậy. Richard Green, nguyên phụ trách viên của Bảo tàng Triển lãm Nghệ thuật York thì cho rằng Etty lựa chọn như vậy bởi muốn bày tỏ sự tôn trọng với các nhân vật nereid trong một tác phẩm ông đề cao: bức hoạ The Disembarkation at Marseilles ("Cảnh xuống tàu ở Marseilles") của Rubens.

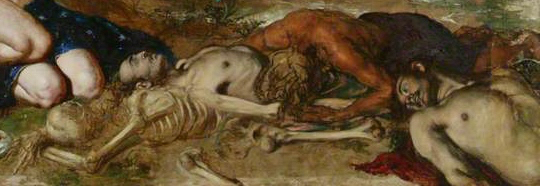
Những xác người thối rữa trên đảo của các siren được vẽ dựa trên tử thi thật, khiến nhiều nhà phê bình khó chịu.

Trường thi Odyssey không mô tả ngoại hình của các siren, và hình ảnh tượng trưng của chúng theo truyền thống Hy Lạp là chimera dạng điểu sư hoặc điểu nhân. Về việc chọn tạo hình thiếu nữ khoả thân, Etty giải thích rằng vẻ ngoài của các siren sẽ hoàn toàn giống người khi không ở dưới biển. Sau này, nhiều hoạ sĩ khác cũng đã chọn tạo hình trên.
Tác giả Etty đã bỏ ra rất nhiều công sức để hoàn thiện tranh. Nhằm phác hoạ chi tiết xác thuỷ thủ nằm la liệt trên đảo, ông đã đến một nhà xác để quan sát tận mắt; chuyện này sau đó đã trở nên khá nổi tiếng, và ông bị một số nhà phê bình chỉ trích. Tuy nhiên, dù đã đến tận Brighton vào năm 1836 để nghiên cứu hải dương học phục vụ cho việc vẽ tranh, nhưng Etty gần như không có kinh nghiệm vẽ tranh phong cảnh. Do đó, cảnh biển và mây không được diễn hoạ kỹ càng bằng với những mảng còn lại của cả tác phẩm.
Khi đó, The Sirens and Ulysses là tác phẩm lớn nhất của Etty, với kích thước 442,5 cm (14 ft 6,2 in) {\displaystyle \times } 297 cm (9 ft 9 in). Ông hoàn thành tác phẩm năm 1837 và đưa nó đi triển lãm ở toà nhà mới của Học viện Nghệ thuật Hoàng gia (quảng trường Trafalgar, nay là Bảo tàng Quốc gia Luân Đôn trong cùng năm đó. Cả tác phẩm và phương thức vẽ của Etty đã gây ra nhiều quan điểm đối nghịch: Tờ The Gentleman's Magazine nhận định bức tranh là "[tác phẩm] đẹp nhất của Etty từ trước đến nay…" và "là tác phẩm có tính lịch sử hạng nhất, tổng hoà mọi vẻ đẹp", còn The Spectator thì chỉ trích nó là "thứ hỗn tạp đáng tởm của tính khiêu dâm và mùi hôi khó chịu – màu sắc tươi sáng, phương thức tuyệt hảo, nhưng định hình theo kiểu cách tệ hại nhất có thể".
Có lẽ vì kích thước quá khổ, Etty đã không thể bán được The Sirens and Ulysses ở Triển lãm Mùa hè năm 1837. Tháng 10 cùng năm, Daniel Grant, một thương nhân bông giàu có vùng Manchester rất hâm mộ Etty, đã từng đặt mua bức Venus and her Doves của ông, gặp ông ở cuộc đua Heaton Park và đề xuất giá £200 cho The Sirens and Ulysses cùng bức nhỏ hơn Samson Betrayed by Delilah (khi đó Grant chưa xem cả hai). Etty muốn bán hai bức với giá £400, nhưng vì trước đó Grant đã nói công ty mình vừa thiệt hại £100,000, nên ông đề nghị mức £300. Grant trả giá £250 (khoảng £29.000 theo thời giá hiện nay), nhưng Etty từ chối. Khi sắp rời đi vào tối đó, Grant đột nhiên hỏi: "Vậy ông có nhận tiền không?" Câu hỏi đã khiến Etty bất ngờ, và vô tình đồng ý. Grant qua đời một thời gian ngắn sau đó, để lại bức tranh cho người em trai William; năm 1839, ông này hiến tặng tác phẩm cho Hiệp hội Hoàng gia Manchester.
Etty coi The Sirens and Ulysses là tác phẩm đẹp nhất của mình, khẳng định rằng bức tranh chính là trung tâm buổi triển lãm đơn ở Hội Nghệ thuật Hoàng gia năm 1849. Vì lo ngại tranh bị hỏng trong quá trình vận chuyển, Hiệp hội Nghệ thuật Hoàng gia Manchester đã từ chối cho phép mang tranh đi trưng bày, cho đến khi Etty, cùng một số bạn bè nổi tiếng của ông, đến Manchester để đề nghị. Khoảng cuối năm đó, Etty qua đời; tác phẩm của ông trở nên đắt giá trong một thời gian ngắn. Dần dần, ông ít được chú ý hơn, và đến cuối thế kỷ 19, giá mọi bức hoạ đã giảm thấp hơn cả giá gốc. Vì hiếm khi được trưng bày, The Sirens and Ulysses không có nhiều ảnh hưởng đối với các hoạ sĩ hậu sinh, dù Frederic Leighton đã coi tác phẩm này có tác động lên ông khi vẽ bức The Fisherman and the Syren.
| “              | Ulysses và các Siren là một trong những biểu hiện nghệ thuật vĩ đại nhất, đạt được ước vọng của đời tôi, không bao giờ tôi có thể làm được lần nào nữa. | ” |
| — William Etty | |   |

## Gỡ bỏ và phục chế
Khi vẽ bức The Sirens and Ulysses, Etty đã áp dụng một số kỹ thuật thử nghiệm. Ông dùng một loại keo mạnh làm chất ổn định màu, khiến màu vẽ khô cứng và giòn hơn, rồi rơi rụng dần ngay sau đó; vấn đề này trở nên đặc biệt nghiêm trọng bởi tranh sẽ rung động liên tục khi vận chuyển vì kích thước quá lớn. Ngay từ khi hoàn thiện, chất lượng tranh đã bắt đầu suy giảm. Sau buổi Triển lãm Nghệ thuật Trân bảo năm 1857, người ta cho rằng chất lượng tranh đã tệ đến mức không thể đem trưng bày công khai, và lưu nó dài hạn trong kho chứa của Hiệp hội Hoàng gia Manchester (sau này là Bảo tàng Triển lãm Nghệ thuật Manchester) từ đó. Giữa thế kỷ 20, đã nhiều lần các chuyên gia tìm cách phục chế bức The Sirens and Ulysses, nhưng không thành công, và thậm chí còn vô tình khiến chất lượng tranh bị tổn hại nặng nề hơn.
Năm 2003, các nhân viên Bảo tàng Triển lãm Nghệ thuật Manchester cho rằng nếu không sớm thực hiện công tác bảo quản, bức tranh sẽ trở nên không thể phục hồi. Tổ chức Esmée Fairbairn và hãng Bảo hiểm nghệ thuật AXA là đồng tài trợ cho quá trình phục chế. Tấm vải bạt thay thế vốn dùng để gắn tranh lên vào những năm 1930 được gỡ bỏ; sau đó, người ta sử dụng một hỗn hợp dính gồm thạch (lấy từ bong bóng cá) và đá phấn để phục chế bề mặt tranh, đồng thời tẩy lớp sơn cũ trong lần phục chế thất bại trước đó. Họ thêm hai lớp vải bạt vào sau tranh, rồi dùng keo dính liền ba lớp lại với nhau.
Năm 2006, bức tranh được chuyển lại từ xưởng bảo quản về Bảo tàng Triển lãm Nghệ thuật Manchester. Từ đó đến khi hoàn thiện phục chế (2010), Khu triển lãm số Chín của bảo tàng đồng thời đóng vai trò xưởng công khai, nhằm trưng bày tác phẩm trong quá trình bảo quản. Hiện nay, The Sirens and Ulysses được trưng bày ở Khu triển lãm số Ba.